# 博贝克-拉罗西耶尔
博贝克-拉罗西耶尔（法語：Beaubec-la-Rosière，法語發音：[bobɛk la ʁozjɛʁ]）是法国滨海塞纳省的一个市镇，属于迪耶普区。该市镇于1825年由原市镇博贝克（Beaubec）和拉罗西耶尔（La Rosière）合并而成。

## 地理
博贝克-拉罗西耶尔（49°38'44"N, 1°31'49"E）面积12.97 平方千米，位于法国诺曼底大区滨海塞纳省，该省份为法国北部沿海省份，其西部及北部濒大西洋英吉利海峡，东起顺时针与索姆省、瓦兹省、厄尔省和卡爾瓦多斯省接壤。
与博贝克-拉罗西耶尔接壤的市镇（或旧市镇、城区）包括：孔潘维尔、布赖地区龙什罗勒、圣赛尔、塞爾克、索姆里。

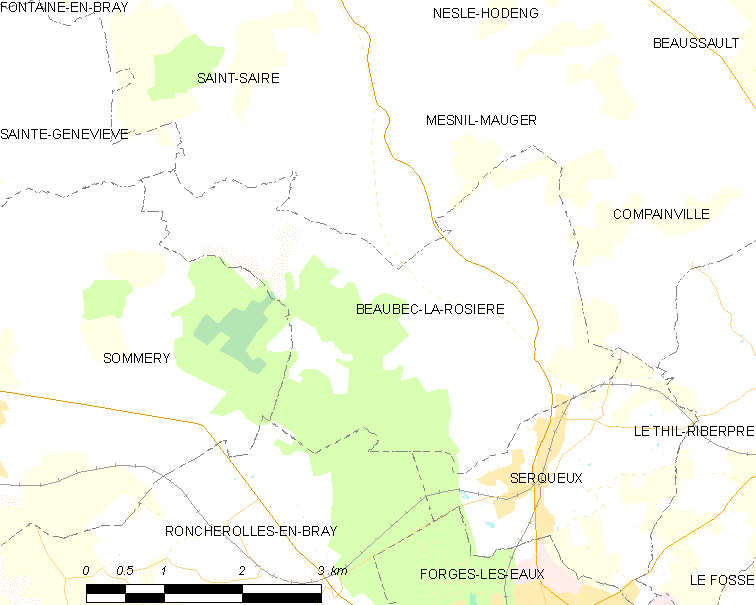
博贝克-拉罗西耶尔的OSM定位图

博贝克-拉罗西耶尔的时区为UTC+01:00、UTC+02:00（夏令时）。

## 行政
博贝克-拉罗西耶尔的邮政编码为76440，INSEE市镇编码为76060。

## 政治
博贝克-拉罗西耶尔所属的省级选区为布赖地区古尔奈县。

## 人口

1962-2008年间博贝克-拉罗西耶尔人口变化图示

博贝克-拉罗西耶尔于2022年1月1日时的人口数量为462人。